# Carpophoromyces cybocephali
Carpophoromyces cybocephali är en svampart som beskrevs av Thaxt. 1931. Carpophoromyces cybocephali ingår i släktet Carpophoromyces och familjen Laboulbeniaceae.   Inga underarter finns listade i Catalogue of Life.